# Алеутська депресія
Алеутська депресія — область низького атмосферного тиску в районі Алеутських островів у Беринговому морі
. .
Алеутська депресія є одним із основних центрів дії атмосфери Північної півкулі

Депресія найінтенсивніша в зимку, тоді ж і зміщується на південний захід до півострова Камчатка, а влітку зміщується до північного полюса і майже зникає
.

## Опис
Алеутська депресія характеризується значним впливом на шлях і силу циклонів.
Позатропічні циклони, що утворюються в субполярних широтах у північній частині Тихого океану, зазвичай сповільнюються і досягають максимальної інтенсивності в районі Алеутської депресії.
Тропічні циклони, що утворюються в тропічних і екваторіальних областях Тихого океану, можуть відхилятися на північ і потрапляти до Алеутської депресії. Зазвичай це спостерігається в останні літні місяці.
Депресія створює екстремальні атмосферні порушення, які можуть викликати інші значні зміни погоди.
Після циклону в Беринговому морі у листопаді 2014 року величезна хвиля холоду у листопада 2014 року, обрушилася на США, принісши рекордно низькі температури в багато штатів.
Схема циркуляції змінюється протягом літа у Північній півкулі, коли Північнотихоокеанський максимум майже приховує Алеутську депресію.
Ця схема циркуляції високого тиску сильно впливає на шляхи тропічних циклонів. Наявність Євразійського та Північноамериканського континентів перешкоджає розвитку безперервного поясу низького тиску в субполярних широтах Північної півкулі, який би відзеркалював би циркумполярний пояс низького тиску та частих штормів у Південному океані.
.
Але наявність материків порушує цей рух, і субполярний пояс низького тиску добре розвинений лише у північній частині Тихого океану (Алеутська депресія) і Північній Атлантиці (Ісландська депресія, що знаходиться між Гренландією та Ісландією.
).